# Comuna Bilohorilka, Lohvîțea
Bilohorilka (în ucraineană Білогорілка) este o comună în raionul Lohvîțea, regiunea Poltava, Ucraina, formată din satele Bilohorilka (reședința), Rucikî și Volea.

## Demografie
Componența lingvistică a comunei Bilohorilka
     Ucraineană (91,21%)
     Rusă (7,73%)
     Alte limbi (0,53%)
Conform recensământului din 2001, majoritatea populației comunei Bilohorilka era vorbitoare de ucraineană (91,21%), existând în minoritate și vorbitori de rusă (7,73%).